# 1293년

## 연호
- 원(元) 지원(至元) 30년
- 일본(日本) 쇼오(正応) 6년 / 에이닌(永仁) 원년
- 쩐 왕조(陳朝) 쭝흥(重興) 9년 / 흥롱(興隆) 원년

## 기년
- 원(元) 세조(世祖) 34년
- 고려(高麗) 충렬왕(忠烈王) 19년
- 쩐 왕조(陳朝) 인종(仁宗) 15년 / 영종(英宗) 원년

## 사건
- 라덴 위자야(Raden Wijaya), 자와섬(Java, Jawa)을 침략한 몽골군과 연합하여 케디리 왕국(Kediri kingdom)의 왕인 자야카트왕(Jayakatwang)을 살해하여 장인 케르타나가라(Kertanagara)의 복수 성공
- 라덴 위자야(Raden Wijaya), 몽골군을 축출한 후 마자파히트(Majapahit) 건국

## 탄생
- 필리프 6세, 프랑스의 발루아 왕가의 초대 왕.